# مجتمع کلیسایی برداوان (ووسکپار)
مجتمع کلیسایی برداوان (ارمنی: Բերդավանք վանական համալիր (Ոսկեպար)؛ انگلیسی: Berdavank) یک کلیسا متعلق به کلیسای حواری ارمنی واقع در شهر ووسکپار، استان تاووش ارمنستان می‌باشد. ساخت و ساز این ساختمان در سده ۱۳ام میلادی؛ به پایان رسید. این بنا به سبک معماری ارمنی طراحی شده است.

## نگارخانه

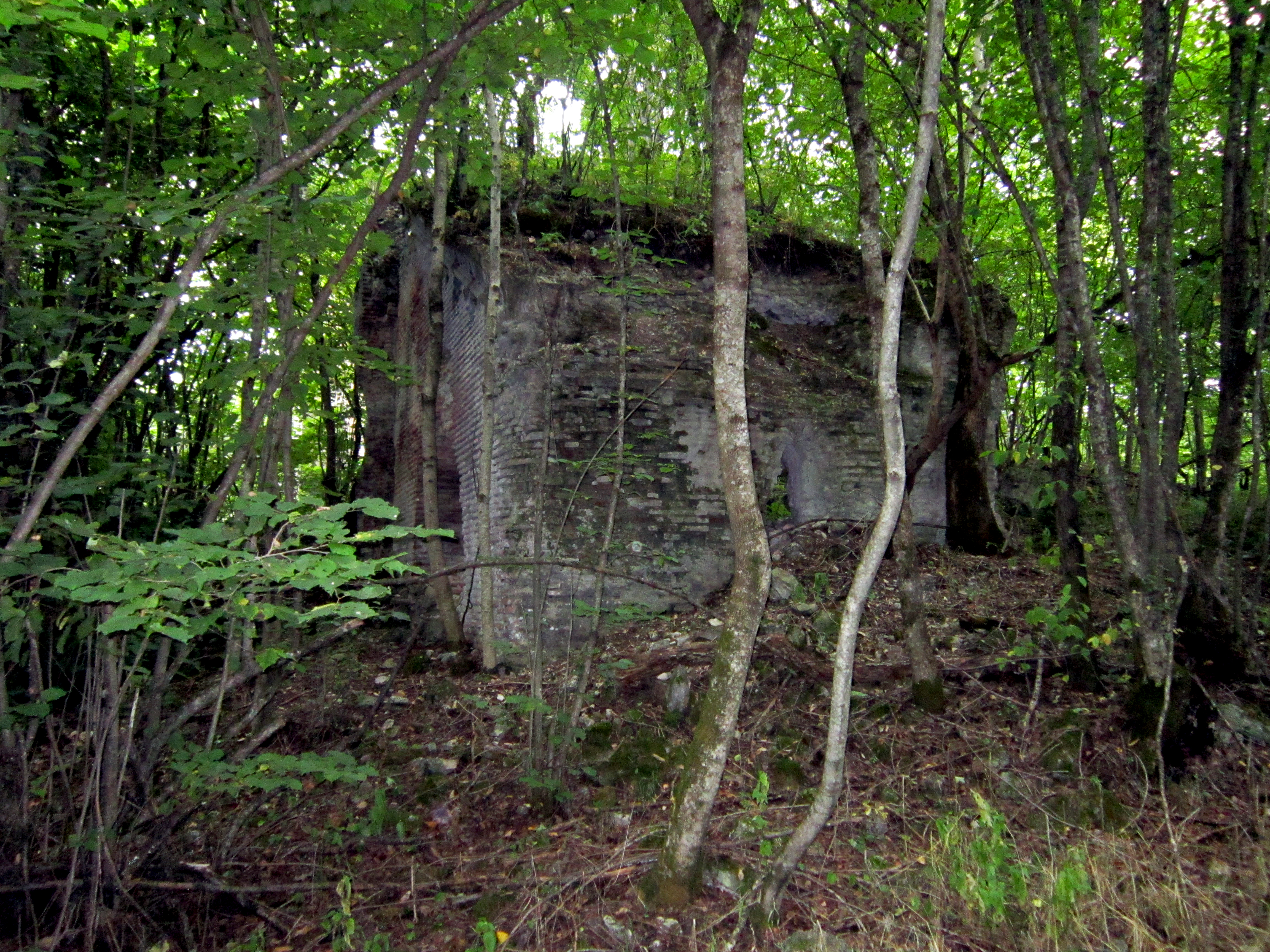
مجتمع کلیسایی برداوان
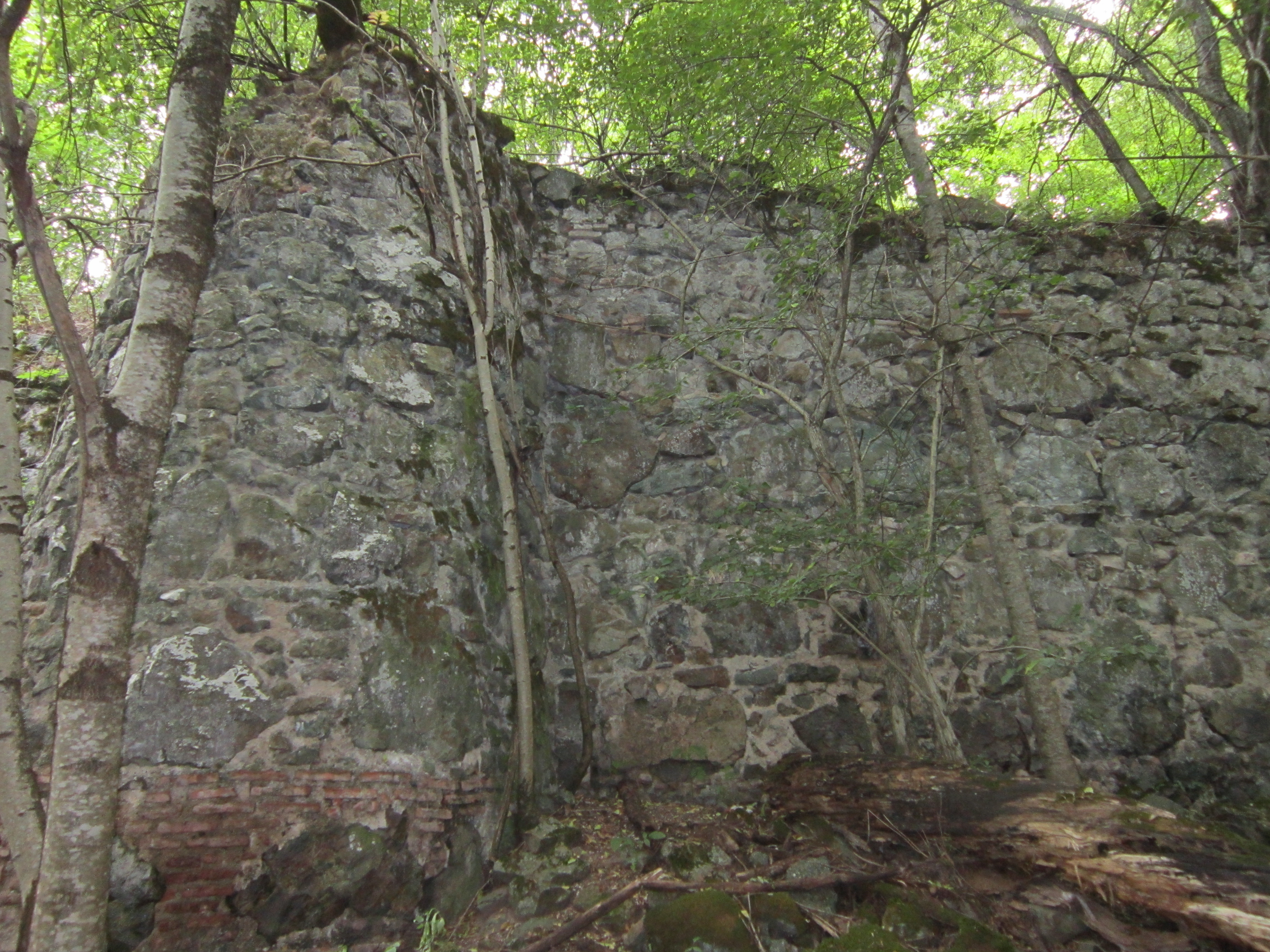
مجتمع کلیسایی برداوان
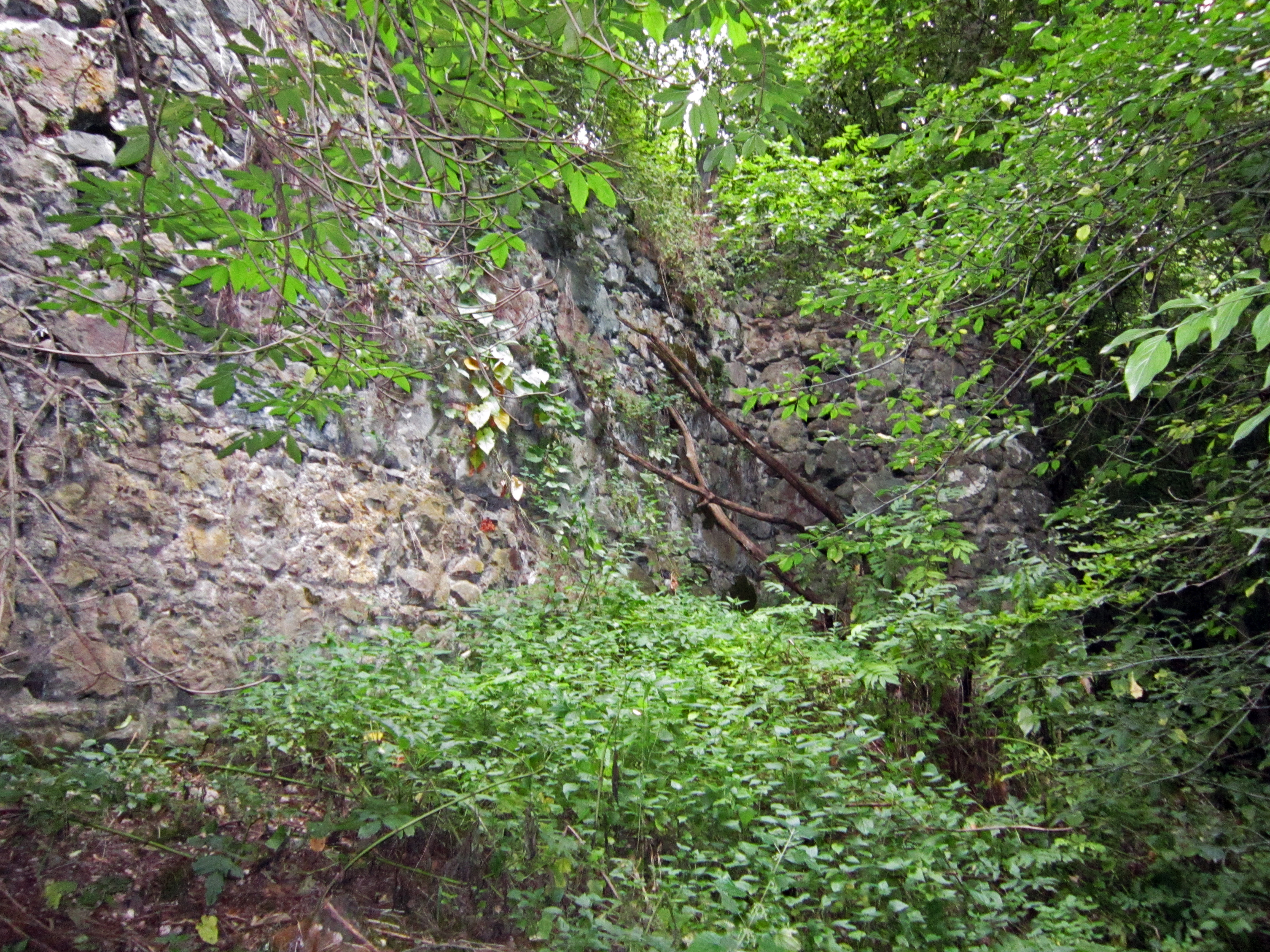
مجتمع کلیسایی برداوان
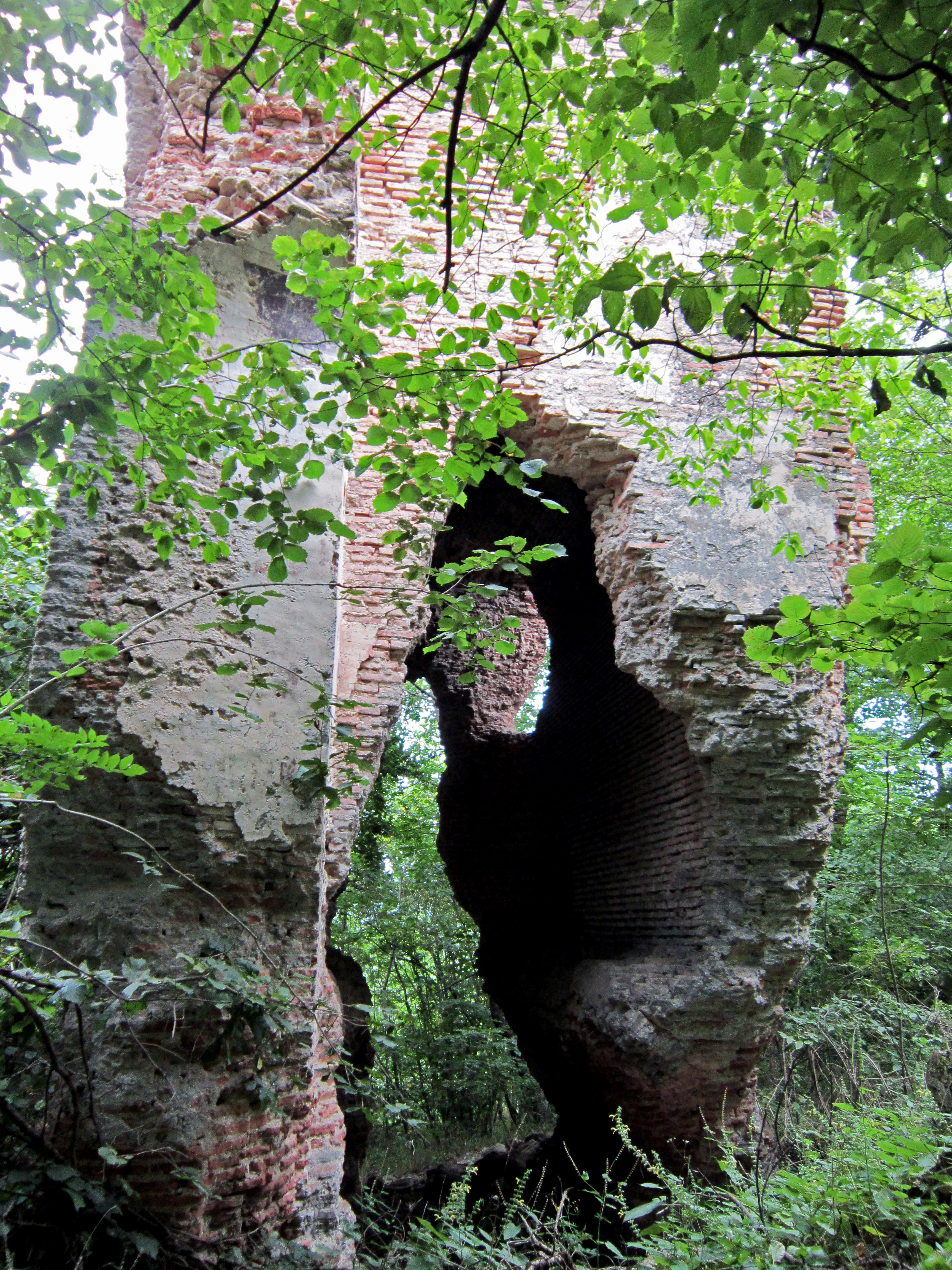
مجتمع کلیسایی برداوان